# Tripyla tenuis
Tripyla tenuis is een rondwormensoort uit de familie van de Tripylidae. De wetenschappelijke naam van de soort is voor het eerst geldig gepubliceerd in 1964 door Brzeski.